# Mech (группа)
Mech - польская рок-группа, образованная в Варшаве в 1977 году, играющая в начале карьеры смесь прогрессивного рока и хард-рока, а позже играющая хеви-метал. Отличительными чертами группы является необычный голос вокалиста - Мацея Янушко - его вокальные данные и поведение напоминают Оззи Осборна, а также длинные инструментальные вставки в песнях.

## История
Mech (первоначально как Zjednoczone siły natury Mech) образовались в Варшаве в 1977 году по инициативе Мацея Янушко и Роберта Милевского. Изначально группа работала в составе: Мацея Янушко – вокал, гитара; Роберт Милевски vel Millord – вокал, клавишные; Валерий Łakomiec – гитара; Михаил Fijałkowski – бас-гитара; Adam Lewandowski – drums (min. Air Condition); Андрей Новицкий – бас-гитара (позже Perfect); Валерий Доманский – барабаны. В этом составе группа записала материал, который был выпущен только в 2016 году.
С 1981 Mech действовал в составе: Мацей Янушко – бас-гитара, гитара, вокал; Валерий Łakomiec – гитара, вокал; Роберт Милевски vel Millord – клавишные, вокал; Андрей Dylewski – барабаны, перкуссия. В этом составе он записал два альбома Bluffmania и Tasmania - оба были выпущены в 1983 году.
Группа приостановила свою деятельность в 1986, превратившись в аккомпанирующую группу Jack Skubikowski. Группа участвовала в последующих студийных записях и концертах исполнителя. К своему названию он вернулся в 2004 году, который считается официальной датой возрождения группы. Возвращение к дальнейшей деятельности произошло по инициативе Юрка Овсяка и Януша ”Косы" Косинского. Группа выступила на фестивале Stop Woodstock, а также записала саундтрек к компьютерной игре Painkiller. В новом составе, кроме Матвея Januszko (пение), оказались: Петр „Дикий” Chancewicz – гитары (ex Syndia, Agency, ПОТОМУ что-Session, Dogbite); Михаил Найман – бас-гитара (ex Closterkeller, Tadeusz Nalepa, John Porter Band, Virgin); Петр „Посейдон” Павловский – барабаны (ex Closterkeller, John Porter Band, Virgin).
Осенью 2005 года вышел первый альбом группы после реньюна, где можно услышать несколько старых песен в новых аранжировках и новых, выдержанных в условности хэви метала. В альбом также включены видеоклипы на песни «Painkiller» и «Nie widzieć nic».
Mech выступал на крупнейших фестивалях и культурных мероприятиях в стране, таких как Przystanek Woodstock, Финал Большого оркестра рождественской благотворительности в Варшаве, Hunterfest, Metal Hammer Festival, а также вместе с такими исполнителями, как Korn, Black Label Society, Soulfly и Heaven & Hell.
5 ноября 2008 года группа выступила вместе с Uriah Heep. 10 августа 2011 года коллектив вместе с Judas Priest приняли участие в очередном фестивале Metal Hammer.
В годы 2012-2014 года группа выпустила три последовательных альбома: ZWO (студийный альбом с премьерных композиций и новая версия песни «Popłoch»), Mechmania (Концертный альбом и DVD), а Х - сборник, обобщающий 10 лет деятельности группы после реньюна. В сборник также вошла новая песня под названием «To on, to on, to on».
В 2016 году он выпустил альбом с архивными записями первого этапа своей деятельности под названием Zjednoczone siły natury Mech.
В 2019 году состоялась премьера переиздания второго альбома группы Tasmania. Альбом был впервые выпущен на компакт-диске и был дополнен песней "Samosierra" (записанной в 1984 году) и несколькими недавно сведенными песнями из базовой версии альбома.
Хотя группа никогда не объявляла о своем приостановлении или прекращении, в настоящее время они не гастролируют и не выпускают новые альбомы.

## Состав группы

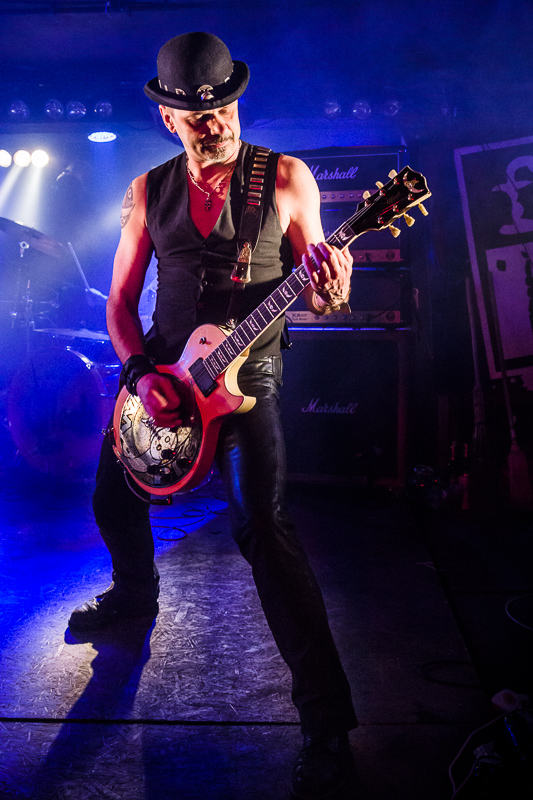
Петр "Дзики" Чанцевич

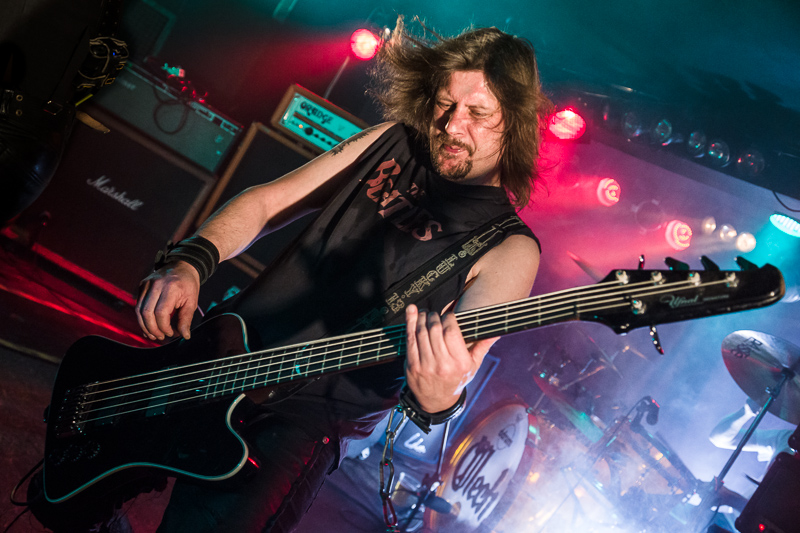
Томаш "Соолоо" Солница

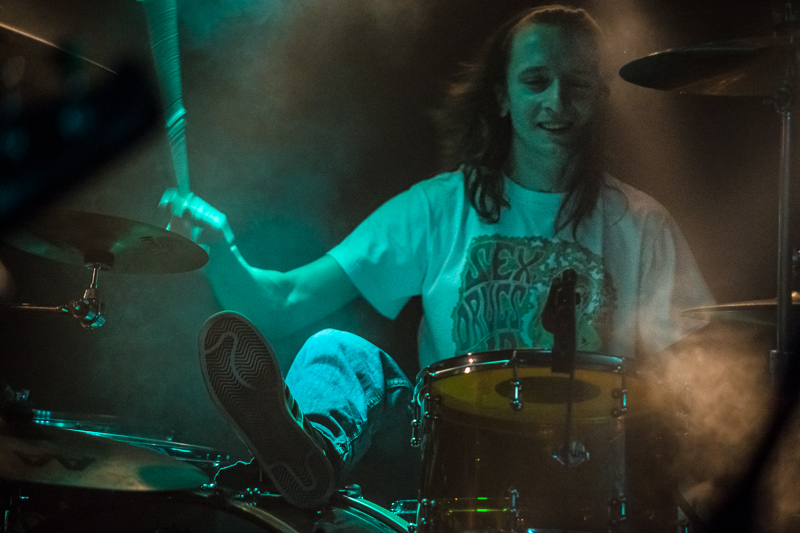
Павел "Рекин" Юрковски

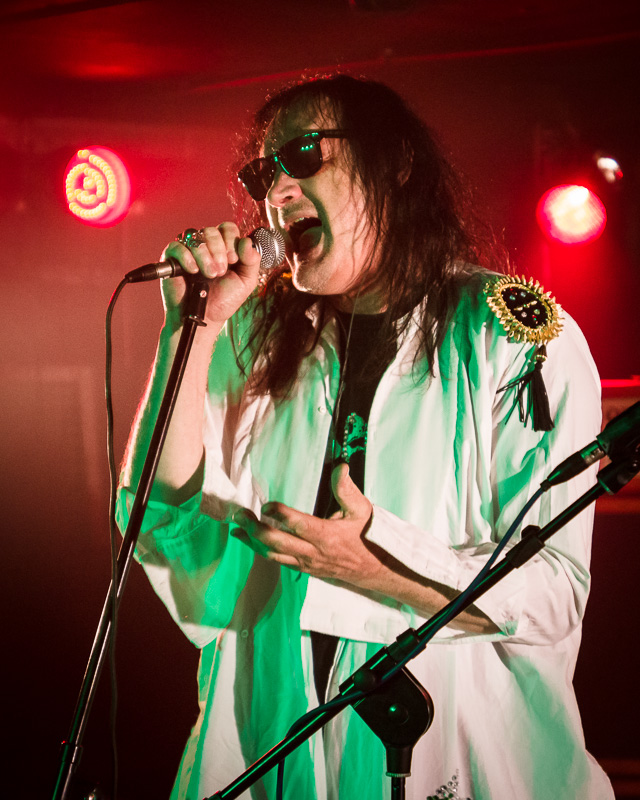
Мацей Янущко

## Состав группы[10]

### Текущий состав
- Tomasz "Soloo" Solnica - бас-гитара (2008 - наши дни)
- Paweł "Rekin" Jurkowski - ударные (2008 - наши дни)
- Maciej Januszko - вокал (1977 - 1986, 2005 - наши дни), бас-гитара (1981 - 1984)
- Piotr "Dziki" Chancewicz - гитары (2005 - наши дни)

### Бывшие участники
- Krzysztof Fijałkowski - бас-гитара (1977 - 1979)
- Adam Lewandowski - ударные (1977-1979)
- Janusz Łakomiec - гитары, бэк-вокал (1977 - 1986, 2005)
- Robert Milewski - вокал, клавишные (1977 - 1984)
- Andrzej Nowicki - бас-гитара, вокал (1979 - 1981)
- Janusz Domański - ударные (1979 - 1981)
- Andrzej Dylewski - ударные (1981 - 1984)
- Romuald Kamiński - бас-гитара (1984 - 1986)
- Wiesław Gola - ударные - (1984 - 1985)
- Marcin "Samba" Otrębski - гитары (1984 - 1986)
- Krzysztof Najman - бас-гитара (2005 - 2008)
- Piotr "Posejdon" Pawłowski - ударные (2005 - 2008)

## Дискография

### Студийные альбомы
- Bluffmania (1983)
- Tasmania (1983)
- Mech (2005)
- ZWO (2012)
- Zjednoczone siły natury Mech (2016) (Записан в 1980 году)

### Сборники
- Portret (1998)
- Królewski poker: The Best (2005)
- X (2014)

### Саундтреки
- Painkiller Original Soundtrack (2004)

### Синглы
- Ogród snów / Romantic Blues (1980)
- Królewski poker / TV Super Star (1981)
- Kaskader (1982)
- Singiel Promocyjny (2005)

### Клипография
- "Samosierra" (1985)
- "Painkiller" (2004)
- "Nie widzieć nic" (2005)

## Внешние ссылки
- Официальный сайт Архивная копия от 31 октября 2016 на Wayback Machine  (pl)